# Iriya no sora, UFO no natsu
Iriya no sora, UFO no natsu (イリヤの空、UFOの夏, le ciel d'Iriya, l'été des OVNIs) est le titre d´un light novel en quatre volumes écrite par Akiyama Mizuhito qui a été adaptée comme OVA de 6 épisodes (sorti au Japon le 25 février 2005), puis comme jeu vidéo pour Nintendo DS (sorti au Japon le 6 novembre 2006).

## Histoire
L'histoire se passe au Japon et est basée sur les relations entre Naoyuki Asaba, un jeune étudiant qui fait partie du club de journalisme de son lycée et Kana Iriya, une jeune fille qui doit se battre contre l´invasion d´extraterrestres.